# Château de Chaves
Le château de Chaves est une fortification militaire située dans la freguesia de Santa Maria Maior (pt), sur le territoire de la municipalité de Chaves (district de Vila Real, Portugal),.
En position dominante sur une colline au bord de la rivière Tâmega, il défendait la frontière avec la Galice. Il est classé Monument national depuis 1938.

## Historique
L'occupation humaine primitive de la région remonte à la Préhistoire, selon les nombreuses preuves archéologiques qui s'y trouvent. Il remonte certainement à un castro pré-romain, à l'époque de la Conquête romaine de la péninsule Ibérique. Chaves était un centre urbain important, comme l'attestent également des vestiges archéologiques. À partir de l'an 78, elle devint le siège d'une municipalité fondée par Titus Flavius Vespasien , qui la nomma Aquae Flaviae , en hommage à l'excellence des eaux thermales dont regorge la région. Pour joindre les deux rives du fleuve, traversées par la voie romaine qui reliait Bracara Augusta (aujourd'hui Braga) et Astúrica Augusta (Astorga, aujourd'hui en Espagne ), le pont de Trajan fut construit, datant du Ier siècle. On pense que la première muraille entourant la ville, circonscrite au centre historique de la ville actuelle, où l'église principale a été construite, date également de cette période.
À partir du IIIe siècle, la ville fut le théâtre d'invasions des Suèves, avec un accent particulier sur les luttes entre Rémismond et Frumaire, qui, se disputant le droit au trône, conduisirent à la destruction presque totale de la ville (411), culminant avec la victoire de Frumaire et l'emprisonnement de l'évêque Hydace de Chaves. Plus tard, Alains et Wisigoths se succédèrent jusqu'à ce que, au début du VIIIe siècle, les musulmans arrivent, vainquant Rodéric, le dernier roi des Wisigoths (713). Les nouveaux conquérants renforcèrent les fortifications de Chaves, car les affrontements entre Maures et Chrétiens continuèrent jusqu'au XIe siècle.

### Le château médiéval
Lors de la Reconquête chrétienne de la péninsule Ibérique, Chaves fut initialement prise aux Maures par Alphonse III de León (866-910), qui ordonna la reconstruction de ses défenses. Cette construction précoce du château est attribuée au comte Odoaire au IXe siècle. Cependant, au premier quart du Xe siècle, Chaves retomba sous domination maure.

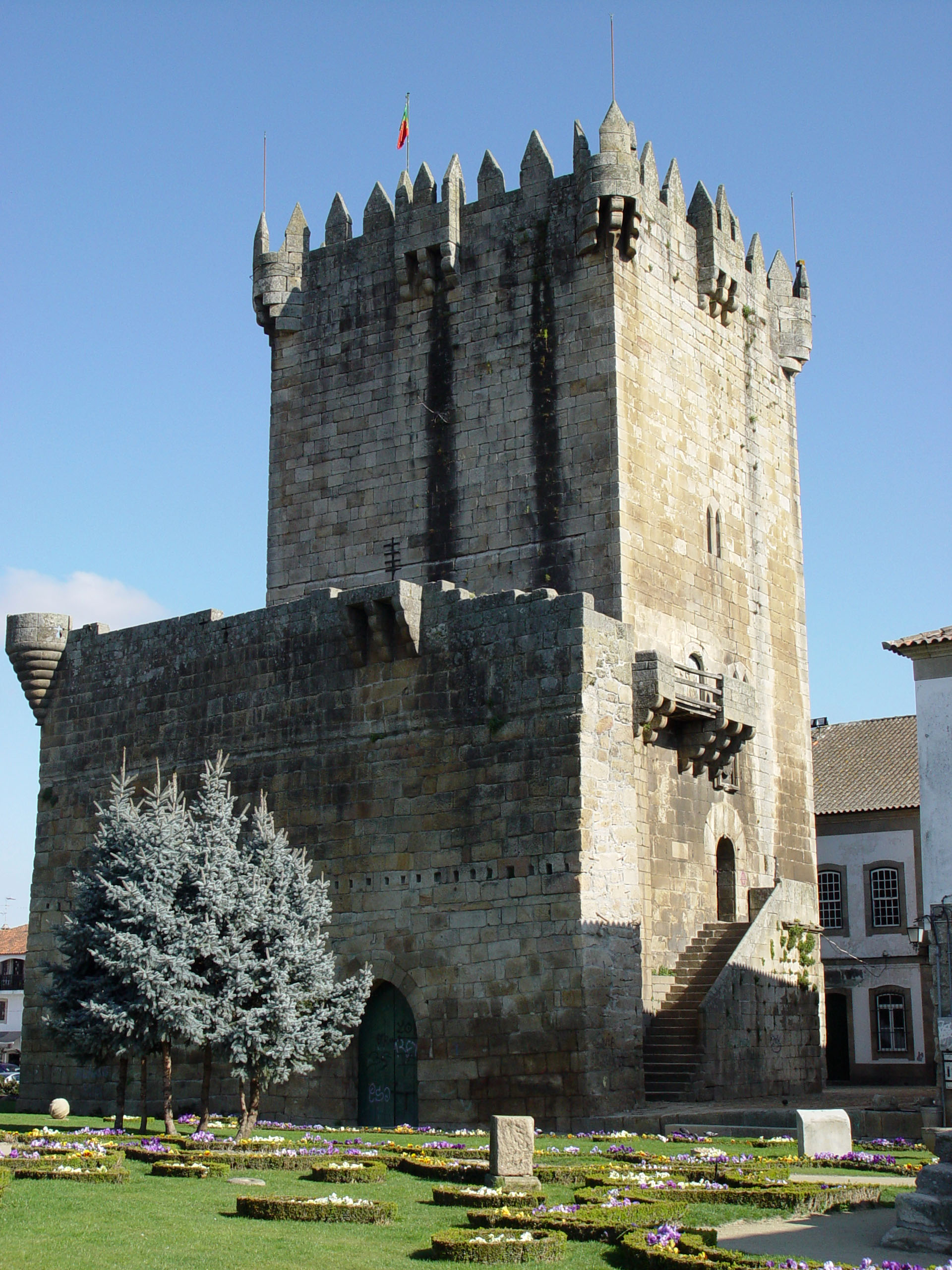

Alphonse VI de León et Castille incluait la ville de Chaves dans la dot de la princesse Thérèse de León et Castille, lorsqu'elle épousa le comte Henri de Bourgogne (1093), l'intégrant ainsi aux domaines du comté de Portucalense. La tradition locale affirme cependant que vers 1160, les frères Rui et Garcia Lopes, chevaliers du roi Alphonse Henriques, conquirent Chaves pour la couronne portugaise. Pour cet exploit, ils furent récompensés par le souverain avec les domaines de la ville et de son château. Les corps des frères sont enterrés dans l'église de Santa Maria Maior .
Vers 1221, Alphonse IX de León et de Castille, désireux d'assurer à son épouse, Thérèse, infante de Portugal, la possession des châteaux que son père, Sanche Ier de Portugal (1185-1211), lui avait légués par testament, et que son frère, Alphonse II de Portugal, lui réclamait, envahit le Portugal et conquit Chaves. Le domaine de Chaves ne fut restitué au Portugal qu'entre fin 1230 et début 1231, à la suite de négociations menées dans la ville de Sabugal (alors dans le royaume de León), entre Sanche II de Portugal et Ferdinand III de León et de Castille .

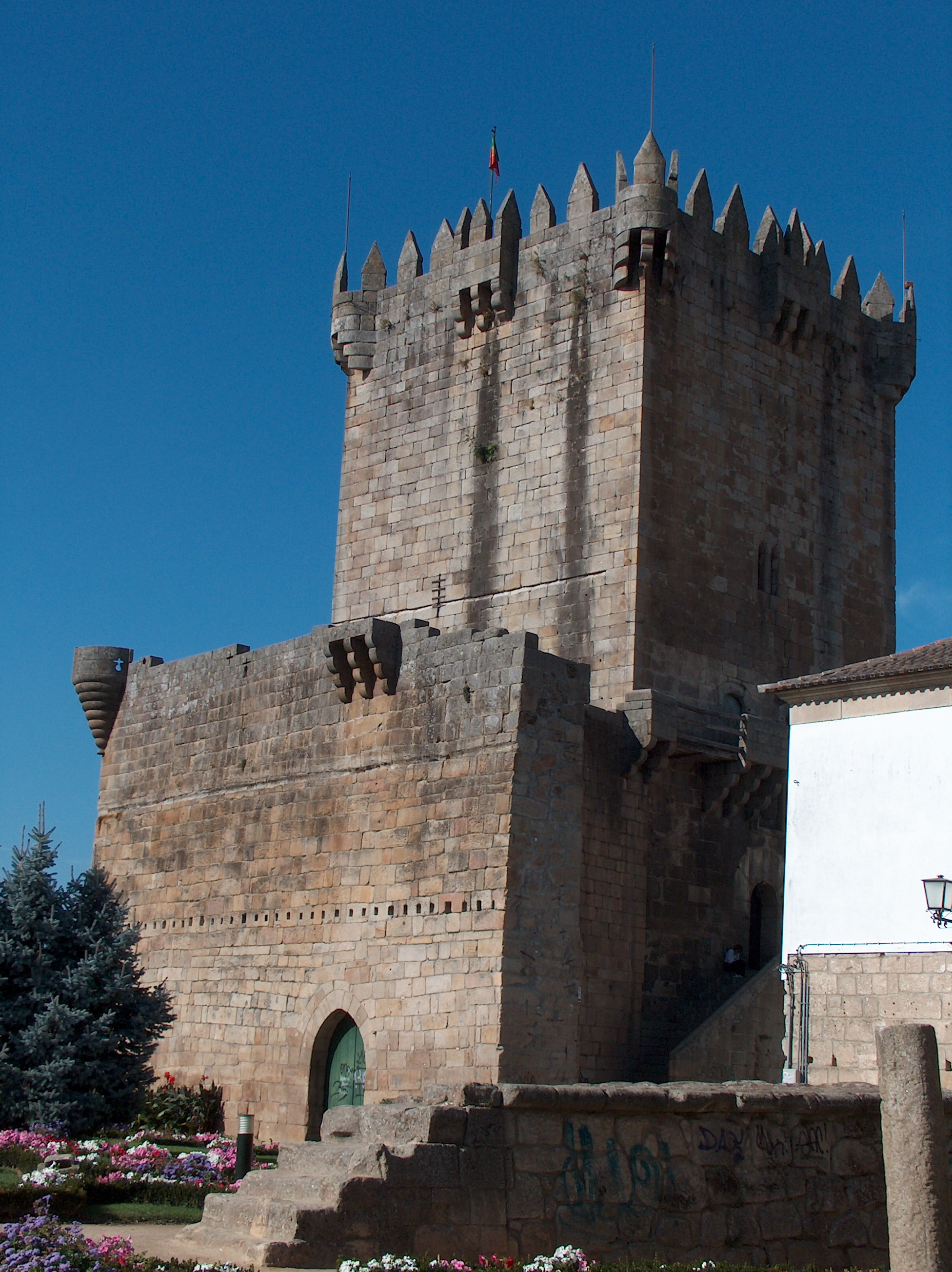
Château de Chaves : vue du donjon.

Bien que l'on prétende traditionnellement que Chaves fut le lieu des noces d'Alphonse III de Portugal (1248-1279) avec l'infante D. Beatriz, fille illégitime d'Alphonse X de Castille , en réalité le souverain se rendit à Santo Estevão de Chaves (1253). C'est ce souverain qui, ordonnant la reconstruction de ses défenses, accorda le premier bail emphytéotique à Chaves en 1258, avec des droits identiques à ceux de Zamora, dans le royaume de León. Le début de la reconstruction du château date de cette période, avec l'érection du donjon, pour lequel les habitants des territoires de Chaves et de São Julião de Montenegro (pt) construisirent en échange du paiement de l'impôt seigneurial.
Son successeur, Denis 1er de Portugal (1279-1325), poursuivit les travaux, achevant le donjon et l'enceinte de la ville. Alphonse IV de Portugal (1279-1325), à son tour, confirma la charte de la ville (1350).

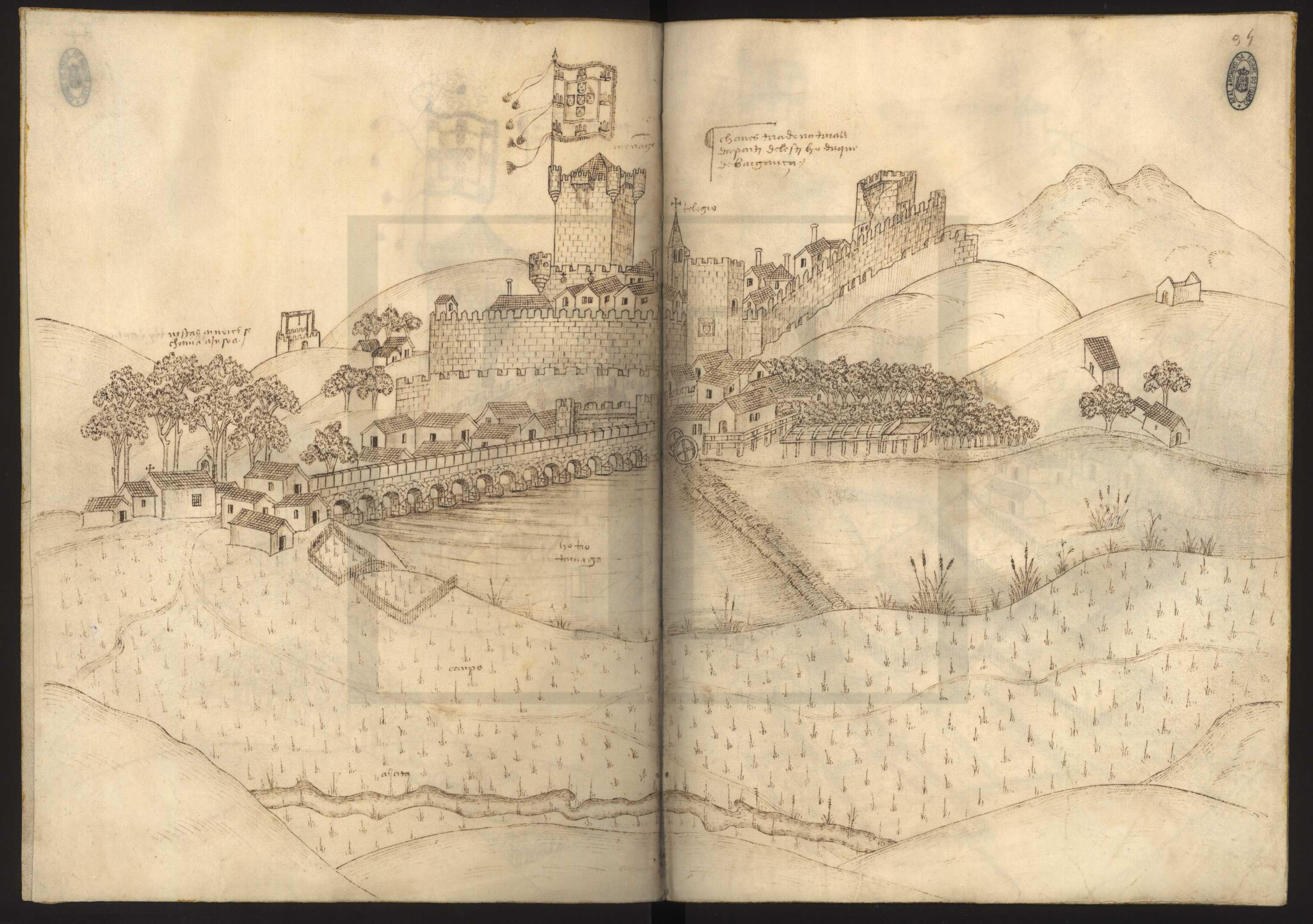
Le château de Chaves, dans le Livre des forteresses

Dans le contexte de la crise portugaise de 1383-1385, la ville de Chaves prit le parti de D. Beatriz et de D. Jean Ier de Castille. Après la bataille d'Aljubarrota (1385), les forces du connétable D. Nuno Álvares Pereira assiégèrent le château, ce qui dura de janvier à avril 1386, jusqu'à la reddition de son maire, Martim Gonçalves de Ataíde. En échange, D. Jean Ier de Portugal fit don de ces domaines au connétable, qui les légua en dot à sa fille D. Beatriz, lors de son mariage avec D. Alphonse Ier de Bragance. C'est pourquoi certains auteurs appellent également le château de Chaves le château du duc de Bragance.
Sous le règne du roi Manuel Ier (1495-1521), la ville et son château furent décrits par Duarte de Armas (pt) (Livre des forteresses, vers 1509). Chaves reçut la Nouvelle Charte du souverain le 7 décembre 1514 .

### De la guerre de Restauration à nos jours
Le château reprit du service pendant la guerre de Restauration, lorsque ses défenses furent modernisées et adaptées aux tirs d'artillerie de l'époque. À cette fin, entre 1658 et 1662, les remparts furent reconstruits, plus bas et bastionnés, des douves sèches furent creusées, des pilotis furent posés sur l'Alto da Trindade, et le Ravelim da Madalena et le Fort de São Francisco furent érigés, sous la direction du gouverneur militaire, D. Rodrigo de Castro, comte de Mesquitela. Dans un deuxième temps, entre 1664 et 1668, les pilotis de l'Alto da Trindade cédèrent la place au Fort de São Neutel, sous la direction du gouverneur militaire, le général Andrade e Sousa.

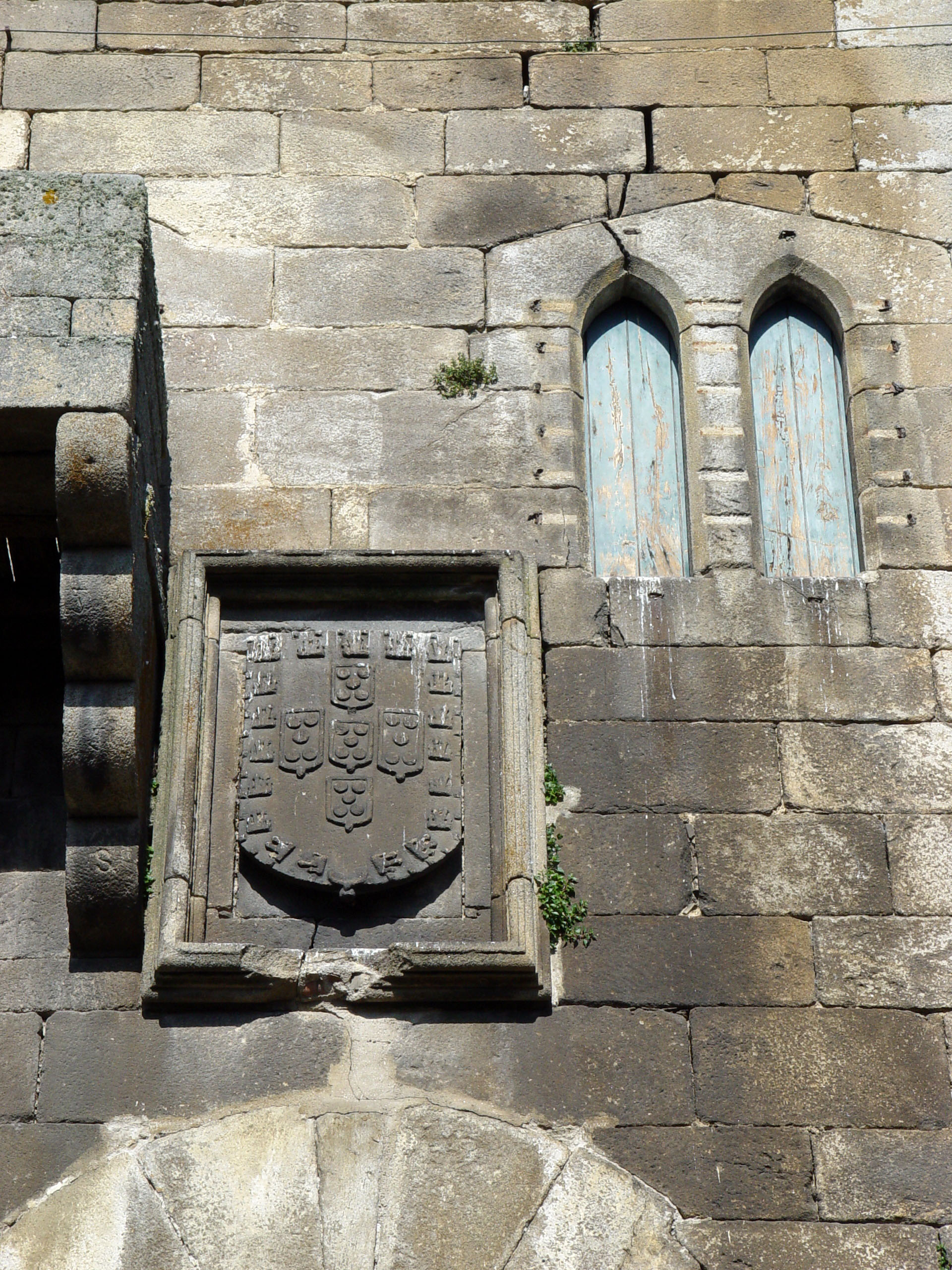
Les blasons.

Dans le contexte de la guerre d'indépendance espagnole, ces défenses furent à nouveau occupées. Avec la paix, les remparts de Chaves furent absorbés par le progrès urbain, comme en témoignent les quartiers de Porta do Anjo et de Rua do Sol.
Au XXe siècle, Chaves fut élevée au rang de ville le 12 mars 1929 et son château fut classé Monument national par décret du 22 mars 1938. À la fin des années 1950, la Direction générale des bâtiments et monuments nationaux (DGEMN) entreprit une série d'interventions visant à consolider, nettoyer, restaurer et reconstruire ses défenses. Les travaux se poursuivirent tout au long des années 1960 et 1970, culminant en 1978 avec l'installation d'un musée d'histoire militaire dans le donjon du château médiéval. Les visiteurs y trouveront des armes, des uniformes, des drapeaux, des dessins et des plans, du Moyen Âge à nos jours. Les années 1980 ont été marquées par l'exécution de plusieurs travaux d'amélioration et de recherches archéologiques dans les jardins du château, au sud du donjon (1985), tandis que les années 1990 ont donné la priorité à la requalification des espaces du Fort de São Francisco et du Fort de São Neutel.

### XXIesiècle
Une partie du rempart s'est effondrée en 2001 en raison des intempéries dans la région. Environ une semaine après la fin des travaux de reconstruction, le bastion s'est à nouveau effondré. Malgré les 450 000 euros en jeu – la valeur des travaux de reconstruction – l'enquête ouverte par le conseil municipal n'a trouvé aucun responsable. Personne n'a été tenu responsable, ni l'entrepreneur, ni les architectes, ni le conseil municipal, ni l'Institut portugais du patrimoine architectural, qui a approuvé le projet. L'enquête a identifié les causes de l'effondrement comme étant le fait que les réparations n'avaient pas été effectuées d'un coin à l'autre et que la partie supérieure du bastion, où se trouvaient de petits jardins potagers, n'avait pas été restaurée. Un concours pour la nouvelle reconstruction a été lancé en 2004 et les travaux ont été achevés en 2007.

## Caractéristiques

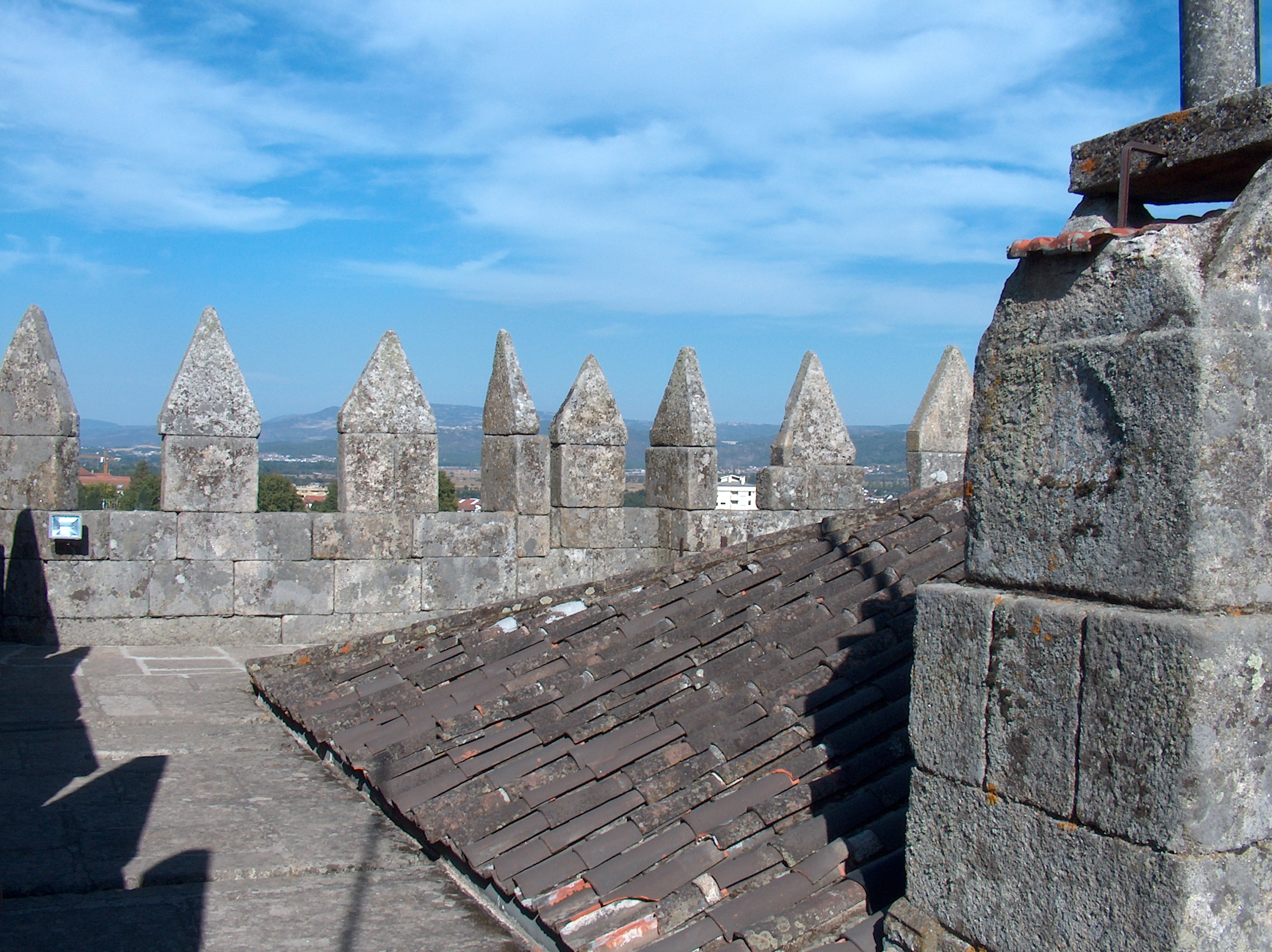
Détail des créneaux, au sommet du donjon.

L'ensemble est marqué par le château médiéval, en position dominante sur la ville, avec un plan rectangulaire comprenant le donjon à l'intérieur et, à l'extérieur, des fortifications bastionnées de style Vauban.
Du château médiéval, il ne reste qu'une partie des remparts et du donjon. Le donjon, de plan quadrangulaire, mesure 12 m de large sur environ 28 m de haut. Il est divisé intérieurement en un rez-de-chaussée (citerne) et trois étages avec une voûte en berceau. Ses murs de granite sont percés de meurtrières et, sur la façade est, de balcons en bois. Couronné de merlons et de créneaux, il est surmonté de petits balcons semi-circulaires soutenus par des mâchicoulis. On y accède depuis le premier étage par un escalier d'angle en pierre, avec des garde-corps également en pierre, et une porte en arc en plein cintre, à cadre torsadé, surmontée d'un blason royal aux dix-neuf châteaux.
La barbacane de la tour, surmontée d' un parapet, possède une porte en plein cintre sur la façade sud-ouest. Cette porte est défendue par un balcon rectangulaire en saillie orné de galets. Un balcon similaire est visible sur la façade nord-ouest, ainsi qu'un autre, à angle circulaire, à l'angle de ces façades. L'accès au parapet se fait par le balcon avec passerelle, depuis le deuxième étage de la tour.
Le complexe est partiellement entouré d'un jardin artistique, délimité par des murs.

## Galerie

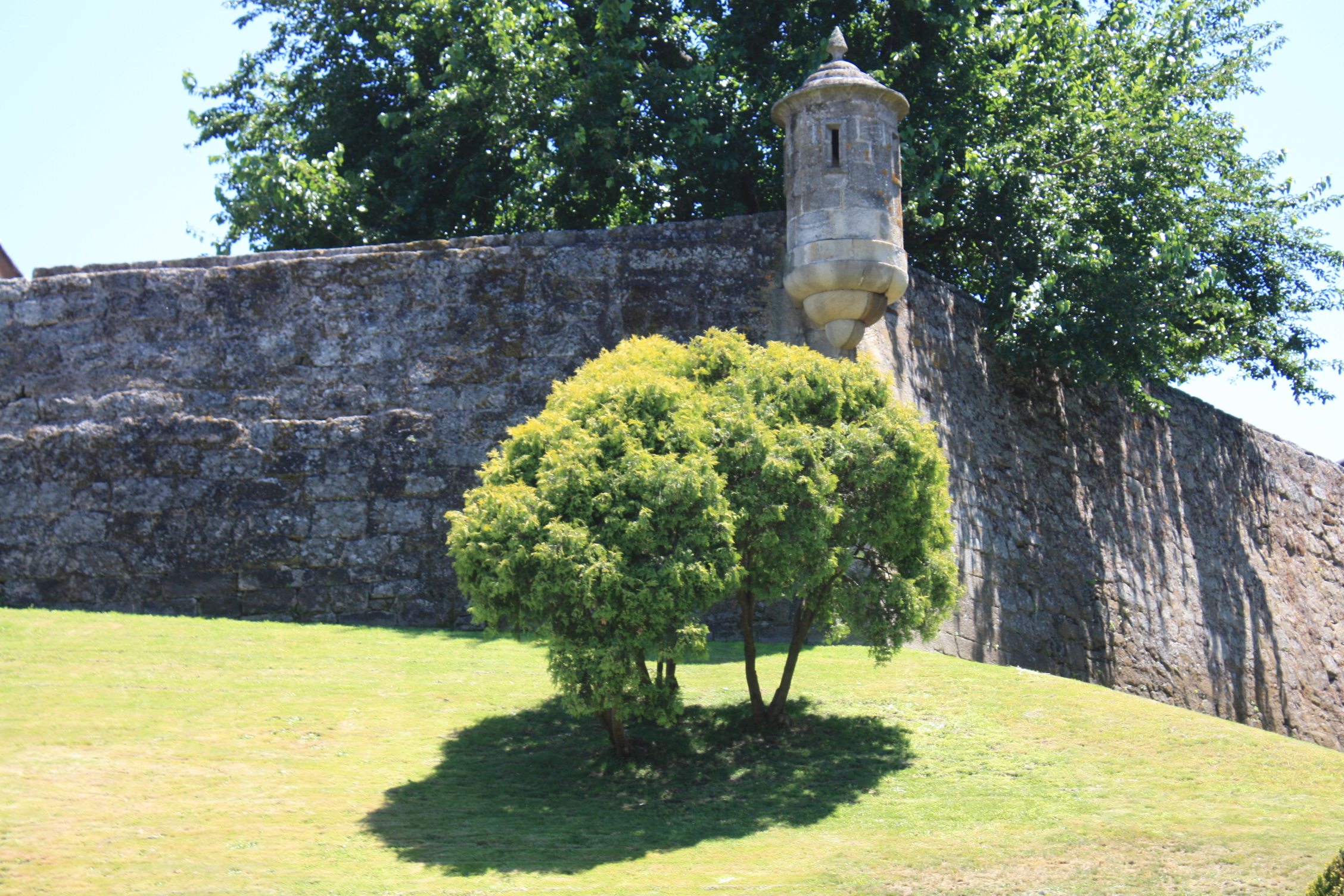
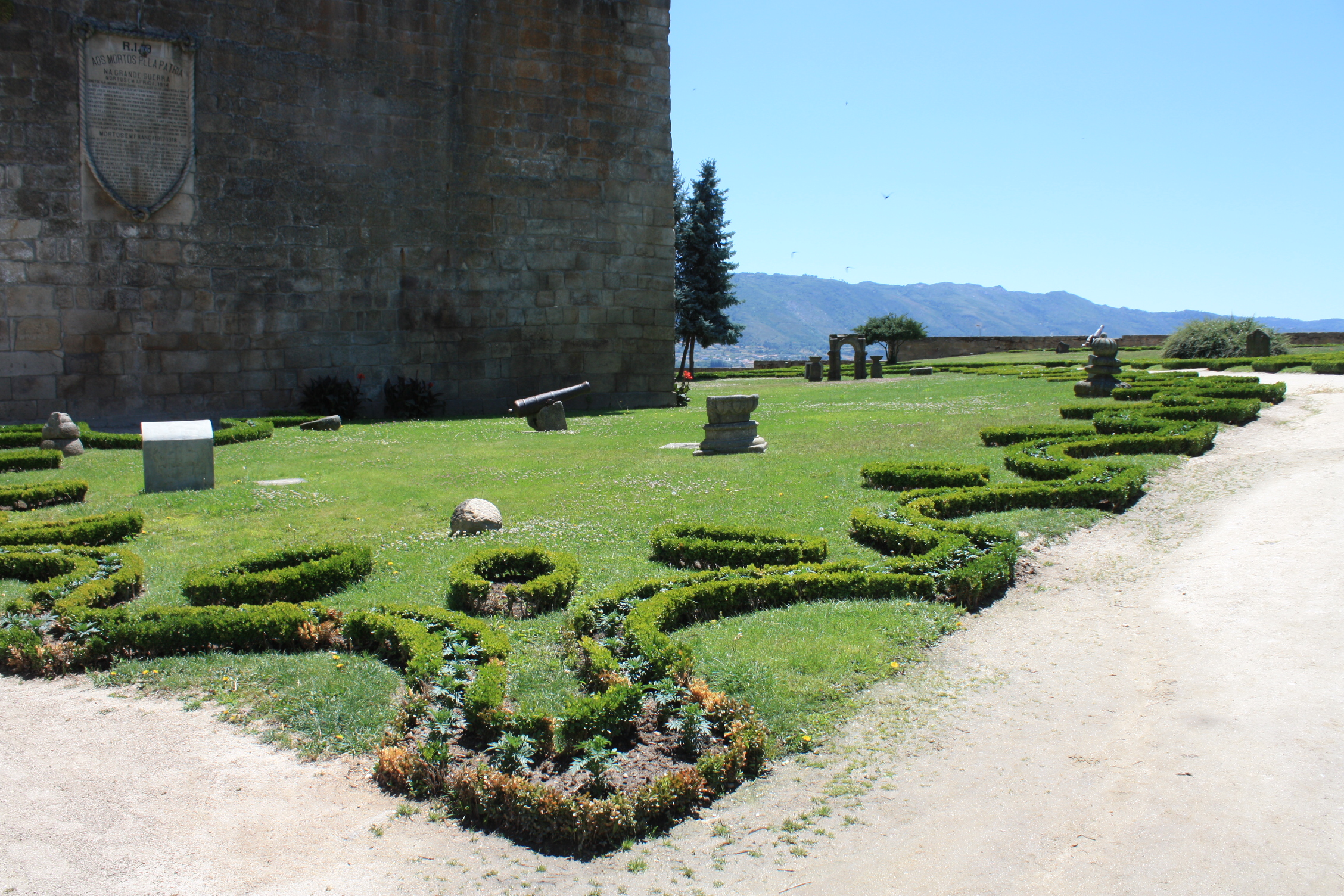